# 葉卡捷琳娜宮
葉卡捷琳娜宮（俄语：Екатерининский дворец）是位於俄羅斯聖彼得堡郊外普希金市的一座洛可可式宮殿建築，曾是俄羅斯沙皇的夏宮。葉卡捷琳娜宮這個名字來自於葉卡捷琳娜一世，她是俄羅斯帝國的第二位沙皇。葉卡捷琳娜宮的前身是葉卡捷琳娜一世在1717年修建的夏宮。之後安娜·伊凡諾芙娜改建了這座宮殿。現在的宮殿修建於伊莉莎白·彼得羅芙娜在位時期。
葉卡捷琳娜宮是世界文化遺產聖彼得堡歷史中心及其相關古蹟群的一部分。